# 白普理寧養中心
白普理寧養中心（英語：Bradbury Hospice）是香港首間專為末期病人提供善終服務的公共醫院，位於香港新界沙田區亞公角亞公角山路17號。在1992年11月7日，正式由善寧會（舊稱善終服務會）成立，並由英國皇儲查理斯王子主持揭幕禮。中心自從1995年12月1日由醫院管理局管理。

## 簡介
白普理寧養中心共提供二十六個床位，主要為病人提供癌症治療服務、善終服務，哀傷服務小組在病人離世後為其家人提供全面的哀傷支援服務。
另外，白普理寧養中心也為醫科學生、醫生、護士及其他專業人員提供教學服務，包括研習班、講座及課程。1995年5月，開始與醫院管理局的深造學院合辦善終護理服務證書課程。
2018年9月23日上午11時45分，有「光纖之父」之稱的前香港中文大學校長高錕於本中心逝世，終年84歲。

## 圖集
- 紀念銅牌（一）
- 紀念銅牌（二）
- 紀念銅牌（三）

## 外部連結
- 白普理寧養中心一站通 （页面存档备份，存于）